# ラバー・コーン・サスペンション
ラバー・コーン・サスペンション（Rubber Cone Suspension ）とは、英国のBMC（当時）が製造した小型の乗用車「ミニ」の開発にあたり、アレックス・モールトン博士が開発した、コーン（円錐）状のゴムばねを使ったサスペンション、およびその構造を指す。
ミニのコストを抑え、またコンパクトなサイズに納めるために一般的なサスペンションのスプリングをゴムの塊に置換した独特のサスペンションである。

## 概要
自動車（乗用車）のサスペンションに使われるばねには、重ね板バネ、コイルばね、ねじり棒ばね（トーションバースプリング）などの金属ばねとダンパーを組み合わせたものが一般的であるが、ラバーコーンはその名の示す通り円錐形のゴムの塊であり、ゴムの弾性（力を加えると形状が変化し、力を抜くと元に戻る性質）を応用した、機械的な可動部を持たない単純なしくみである。
ミニでは、発売された1959年から2000年の生産終了に至るまで、車重変化による仕様変更以外は全く同一のラバーコーンが使われていた。

## ラバー・コーン・サスペンションの特性と問題
ラバー・コーン・サスペンションは、スプリングとダンパーを組み合わせた通常のサスペンションと比較すると振動減衰こそ速いものの全般的に特性上劣るため、これを用いたミニ本来の乗り心地は、元来のホイールベースの短さに起因してピッチングが激しく、ピョンピョンと跳ねる感じである。
またゴムの塊であるため元々経時劣化が激しい上、ゴムの伸縮によって重い車体にかかる運動エネルギーを熱の形で吸収するため構造的・化学的疲労も早く、数年も経つとゴムが潰れて車体が斜めになってしまったり、酷い場合には疲労や経時劣化による可塑性の喪失などによって、ダンパー自体が破断してしまう場合もある。
潰れたラバー・コーンによって変化した車高を調節するミニ専用のHi-Loキットというものがあり、これによって車高を整えることが出来る。
オーナーによっては金属製のコイルスプリングに置き換える人もいる。
ラバーコーンに拘るマニアのために、近年になって、ダンロップ製のこれまでのラバーコーンから、高年式用（エアコン装備車=重量増車）をターゲットとした、エイヴォン・タイヤ製の強化ラバー・コーンがアレックス・モールトン博士からミニへ最後のプレゼントとして授けられた。

## その他
アレックス・モールトンは、のちに自らが開発した独自ブランドの折り畳み自転車のサスペンションにもラバーコーンを採用している。